# Vartej
Vartej är en ort i Indien.   Den ligger i distriktet Bhāvnagar och delstaten Gujarat, i den västra delen av landet, 900 km sydväst om huvudstaden New Delhi. Vartej ligger 31 meter över havet och antalet invånare är 10 271.
Terrängen runt Vartej är platt, och sluttar norrut. Runt Vartej är det tätbefolkat, med 343 invånare per kvadratkilometer. Närmaste större samhälle är Bhavnagar, 9,8 km öster om Vartej. Trakten runt Vartej består till största delen av jordbruksmark.